# Eurydice cavicaudata
Eurydice cavicaudata är en kräftdjursart som beskrevs av Jones 1971. Eurydice cavicaudata ingår i släktet Eurydice och familjen Cirolanidae. Inga underarter finns listade i Catalogue of Life.